# Inteligência humana
A inteligência humana é a capacidade intelectual dos seres humanos, que é marcada por feitos cognitivos complexos e altos níveis de motivação e autoconsciência.
Por meio da inteligência, os seres humanos possuem as habilidades cognitivas para aprender, formar conceitos, compreender, aplicar a lógica e a razão, incluindo as capacidades de reconhecer padrões, planejar, inovar, resolver problemas, tomar decisões, reter informações e usar a linguagem para se comunicar. Há ideias conflitantes sobre como a inteligência é medida, desde a ideia de que a inteligência é fixa ao nascer até a ideia de que ela é maleável e pode mudar dependendo da mentalidade e dos esforços do indivíduo. Em psicometria, a inteligência humana é comumente avaliada por testes de quociente de inteligência (QI), embora a validade desses testes seja contestada.
Várias subcategorias de inteligência, como inteligência emocional e inteligência social, foram propostas, e ainda há um debate significativo sobre se elas representam formas distintas de inteligência. Em geral, acredita-se que uma inteligência mais elevada está associada a melhores resultados na vida.

## Correlatos
Como um construto e medida por testes de inteligência, a inteligência é considerada um dos conceitos mais úteis em psicologia, porque se correlaciona com muitas variáveis relevantes, por exemplo, a probabilidade de sofrer um acidente, o salário e muito mais.

### Educação
De acordo com uma metanálise de 2018 sobre os efeitos da educação na inteligência, a educação parece ser o "método mais consistente, robusto e duradouro" conhecido para aumentar a inteligência.

### Miopia
Diversos estudos demonstraram uma correlação entre QI e miopia. Alguns sugerem que o motivo da correlação é ambiental, pois as pessoas com QI mais alto têm maior probabilidade de prejudicar a visão com a leitura prolongada, ou o contrário, pois as pessoas que leem mais têm maior probabilidade de atingir um QI mais alto, enquanto outros afirmam que existe uma ligação genética.

### Envelhecimento
Há evidências de que o envelhecimento causa um declínio nas funções cognitivas. Em um estudo transversal, várias funções cognitivas mediram declínios de cerca de 0,8 no escore dos 20 aos 50 anos de idade; as funções cognitivas incluíam velocidade de processamento, memória de trabalho e memória de longo prazo.

### Genética
Vários polimorfismos de nucleotídeo único no DNA humano estão correlacionados com a inteligência.

### Motivação
A motivação é um fator que influencia os resultados do teste de QI. As pessoas com maior motivação tendem a obter pontuações de QI mais altas.

## Teorias

### Relevância dos testes de QI
Na psicologia, a inteligência humana é comumente avaliada por pontuações de QI determinadas por testes de QI. No entanto, embora as pontuações dos testes de QI apresentem um alto grau de confiabilidade entre os testes e prevejam certas formas de realização com bastante eficácia, sua validade de construção como medida holística da inteligência humana é considerada duvidosa. Embora os testes de QI sejam geralmente considerados como uma medida de algumas formas de inteligência, eles podem não servir como uma medida precisa de definições mais amplas da inteligência humana, incluindo a criatividade e a inteligência social. De acordo com o psicólogo Wayne Weiten, "os testes de QI são medidas válidas do tipo de inteligência necessária para se sair bem no trabalho acadêmico. Mas se o objetivo for avaliar a inteligência em um sentido mais amplo, a validade dos testes de QI é questionável".

### Teoria das Inteligências Múltiplas
A Teoria das Inteligências Múltiplas de Howard Gardner baseia-se em estudos não apenas de crianças e adultos normais, mas também de indivíduos superdotados (incluindo os chamados "savants"), de pessoas que sofreram danos cerebrais, de especialistas e virtuosos e de indivíduos de diversas culturas. Gardner divide a inteligência em pelo menos uma série de componentes diferentes. Na primeira edição de seu livro "Frames of Mind" (1983), ele descreveu sete tipos distintos de inteligência: lógico-matemática, linguística, espacial, musical, cinestésica, interpessoal e intrapessoal. Em uma segunda edição desse livro, ele acrescentou mais dois tipos de inteligência - as inteligências naturalista e existencial. Ele argumenta que os testes psicométricos (QI) abordam apenas a inteligência linguística e lógica, além de alguns aspectos da inteligência espacial.
Uma das principais críticas à teoria de Gardner é que ela nunca foi testada ou submetida à revisão por pares, nem por Gardner nem por qualquer outra pessoa, e que, de fato, ela não é falseável. Outros (p. ex., Locke, 2005) sugeriram que o reconhecimento de muitas formas específicas de inteligência (teoria da aptidão específica) implica uma agenda política, e não científica, destinada a valorizar a singularidade de todos os indivíduos, em vez de reconhecer diferenças potencialmente verdadeiras e significativas nas capacidades individuais. Schmidt e Hunter (2004) sugerem que a validade preditiva das aptidões específicas, além da capacidade mental geral, ou "g", não recebeu apoio empírico. Por outro lado, Jerome Bruner concordou com Gardner que as inteligências eram "ficções úteis" e afirmou que "sua abordagem está tão além da análise de dados dos testadores mentais que merece ser aplaudida".

### Teoria Triárquica da Inteligência
Robert Sternberg propôs a Teoria Triárquica da Inteligência para fornecer uma descrição mais abrangente da competência intelectual do que as teorias diferenciais ou cognitivas tradicionais da capacidade humana. A Teoria Triárquica descreve três aspectos fundamentais da inteligência:
- A inteligência analítica compreende os processos mentais por meio dos quais a inteligência é expressa.
- A inteligência criativa é necessária quando um indivíduo é confrontado com um desafio que é quase, mas não totalmente, novo ou quando um indivíduo está envolvido na automatização da execução de uma tarefa.
- A inteligência prática está vinculada a um meio sociocultural e envolve a adaptação, a seleção e a modelagem do ambiente para maximizar o ajuste no contexto.

A Teoria Triárquica não argumenta contra a validade de um fator de inteligência geral; em vez disso, a teoria postula que a inteligência geral é parte da inteligência analítica, e somente considerando todos os três aspectos da inteligência é que se pode compreender totalmente a gama completa do funcionamento intelectual.
Mais recentemente, a Teoria Triárquica foi atualizada e renomeada como a Teoria da Inteligência de Sucesso por Sternberg. A inteligência é agora definida como a avaliação de um indivíduo sobre o sucesso na vida de acordo com seus próprios padrões (idiográficos) e dentro de seu contexto sociocultural. O sucesso é alcançado com o uso de combinações de inteligência analítica, criativa e prática. Os três aspectos da inteligência são chamados de habilidades de processamento. As habilidades de processamento são aplicadas à busca do sucesso por meio dos três elementos da inteligência prática: adaptação, modelagem e seleção do ambiente. Os mecanismos que empregam as habilidades de processamento para alcançar o sucesso incluem a utilização dos pontos fortes e a compensação ou correção dos pontos fracos.
As teorias e pesquisas de Sternberg sobre inteligência permanecem controversas na comunidade científica.

### Teoria PASS da Inteligência
Com base no trabalho seminal de Alexander Luria (1966) sobre a modularização da função cerebral e apoiada por décadas de pesquisa de neuroimagem, a Teoria PASS da Inteligência (Planejamento, Atenção, Simultâneo, Sucessivo) propõe que a cognição seja organizada em três sistemas e quatro processos. O primeiro processo é o "planejamento", que envolve funções executivas responsáveis pelo controle e organização do comportamento, seleção e construção de estratégias e monitoramento do desempenho. O segundo é o processo de "atenção", que é responsável por manter os níveis de excitação e alerta e garantir o foco em estímulos relevantes. Os dois seguintes são chamados de processamento "simultâneo" e "sucessivo" e envolvem a codificação, a transformação e a retenção de informações. O processamento "simultâneo" é acionado quando é necessária a relação entre os itens e sua integração em unidades inteiras de informação. Exemplos disso incluem o reconhecimento de figuras, como um triângulo dentro de um círculo versus um círculo dentro de um triângulo, ou a diferença entre "ele tomou banho antes do café da manhã" e "ele tomou café da manhã antes do banho". O processamento "sucessivo" é necessário para organizar itens separados em uma sequência, como lembrar uma sequência de palavras ou ações exatamente na ordem em que acabaram de ser apresentadas.
Esses quatro processos são funções de quatro áreas do cérebro. O "planejamento" está amplamente localizado na parte frontal do cérebro, o lobo frontal. A "atenção" e a excitação são funções combinadas do lobo frontal e das partes inferiores do córtex, embora os lobos parietais também estejam envolvidos na atenção. O processamento "simultâneo" e o "sucessivo" ocorrem na região posterior ou na parte de trás do cérebro. O processamento "simultâneo" está amplamente associado aos lobos occipital e parietal, enquanto o "sucessivo" está amplamente associado aos lobos fronto-temporais. A teoria PASS tem uma grande dívida com Luria (1966, 1973) e com os estudos de psicologia cognitiva envolvidos na promoção de uma melhor visão da inteligência.

### A Teoria de Piaget e as teorias neopiagetianas
Na teoria do desenvolvimento cognitivo de Piaget, o foco não está nas habilidades mentais, mas sim nos modelos mentais do mundo da criança. À medida que a criança se desenvolve, são desenvolvidos modelos cada vez mais precisos do mundo, o que permite que ela interaja melhor com o mundo. Um exemplo é a permanência de objeto, em que a criança desenvolve um modelo em que os objetos continuam a existir mesmo quando não podem ser vistos, ouvidos ou tocados.
A Teoria de Piaget descreveu quatro estágios principais e muitos subestágios no desenvolvimento. Esses quatro estágios principais são
- estágio sensório-motor (nascimento - 2 anos);
- estágio pré-operacional (2 a 7 anos);
- estágio operacional concreto (7 anos-11 anos); e
- estágio de operações formais (11 anos-16 anos).[31]

O grau de progresso ao longo desses estágios está correlacionado, mas não é idêntico ao QI psicométrico. Piaget conceitua a inteligência como uma atividade mais do que uma capacidade.
Um dos estudos mais famosos de Piaget concentrou-se exclusivamente nas habilidades de discriminação de crianças entre dois anos e meio e quatro anos e meio de idade. Ele começou o estudo pegando crianças de diferentes idades e colocando duas linhas de doces, uma com os doces em uma linha mais afastada e outra com o mesmo número de doces em uma linha mais próxima. Ele descobriu que "crianças com idade entre 2 anos e 6 meses e 3 anos e 2 meses discriminam corretamente o número relativo de objetos em duas fileiras; entre 3 anos e 2 meses e 4 anos e 6 meses, elas indicam que uma fileira mais longa com menos objetos tem "mais"; depois de 4 anos e 6 meses, elas voltam a discriminar corretamente". Inicialmente, as crianças mais novas não foram estudadas, porque se aos quatro anos de idade uma criança não conseguia conservar a quantidade, então uma criança mais nova provavelmente também não conseguiria. No entanto, os resultados mostram que as crianças com menos de três anos e dois meses conservam a quantidade, mas, à medida que envelhecem, perdem essa qualidade e não a recuperam até os quatro anos e meio de idade. Esse atributo pode ser perdido temporariamente devido a uma dependência excessiva de estratégias perceptuais, que correlacionam mais doces com uma linha mais longa de doces, ou devido à incapacidade de uma criança de quatro anos de reverter situações. Ao final desse experimento, vários resultados foram encontrados. Primeiro, as crianças mais novas têm uma capacidade de discriminação que mostra que a capacidade lógica para operações cognitivas existe mais cedo do que o reconhecido. Esse estudo também revela que as crianças pequenas podem ser equipadas com certas qualidades para operações cognitivas, dependendo de quão lógica é a estrutura da tarefa. A pesquisa também mostra que as crianças desenvolvem uma compreensão explícita aos 5 anos de idade e, como resultado, a criança contará os doces para decidir qual tem mais. Por fim, o estudo constatou que a conservação da quantidade geral não é uma característica básica da herança nativa dos seres humanos.
A Teoria de Piaget foi criticada pelo fato de a idade de aparecimento de um novo modelo do mundo, como a permanência do objeto, depender de como o teste é feito (consulte o artigo sobre permanência de objeto). De modo mais geral, a teoria pode ser muito difícil de ser testada empiricamente devido à dificuldade de provar ou refutar que um modelo mental é a explicação para os resultados do teste.
As teorias neopiagetianas do desenvolvimento cognitivo expandem a Teoria de Piaget de várias maneiras, como a consideração de fatores psicométricos, como velocidade de processamento e memória de trabalho, fatores "hipercognitivos", como automonitoramento, mais estágios e mais considerações sobre como o progresso pode variar em diferentes domínios, como espacial ou social.

### Teoria da Integração Parieto-Frontal da Inteligência (P-FIT)
Com base em uma revisão de 37 estudos de neuroimagem, Jung e Haier (2007) propuseram que a base biológica da inteligência decorre de quão bem as regiões frontal e parietal do cérebro se comunicam e trocam informações entre si. Estudos subsequentes de neuroimagem e lesão relatam um consenso geral com a teoria. Uma revisão da literatura sobre neurociência e inteligência conclui que a teoria da integração parieto-frontal é a melhor explicação disponível para as diferenças de inteligência humana.

### Teoria do Investimento
Com base na Teoria de Cattell-Horn-Carroll (CHC), os testes de inteligência mais usados nos estudos relevantes incluem medidas de habilidade fluida (Gf) e habilidade cristalizada (Gc), que diferem em sua trajetória de desenvolvimento nos indivíduos. A Teoria do Investimento de Cattell afirma que as diferenças individuais observadas na aquisição de habilidades e conhecimentos (Gc) são parcialmente atribuídas ao "investimento" de Gf, sugerindo assim o envolvimento da inteligência fluida em todos os aspectos do processo de aprendizagem. É essencial destacar que a teoria do investimento sugere que os traços de personalidade afetam a capacidade "real", e não as pontuações em um teste de QI. Em associação, a Teoria da Inteligência de Hebb também sugeriu uma bifurcação: Inteligência A (fisiológica), que poderia ser vista como uma aparência de inteligência fluida e Inteligência B (experiencial), semelhante à inteligência cristalizada.

### Teoria da Compensação da Inteligência (ICT)
A Teoria da Compensação da Inteligência (termo cunhado pela primeira vez por Wood e Englert, 2009) afirma que os indivíduos comparativamente menos inteligentes trabalham mais arduamente, de forma mais metódica, tornam-se mais resolutos e minuciosos (mais conscienciosos) para atingir metas, a fim de compensar sua "falta de inteligência", ao passo que os indivíduos mais inteligentes não precisam de traços/comportamentos associados ao fator de personalidade conscienciosidade para progredir, pois podem confiar na força de suas habilidades cognitivas em oposição à estrutura ou ao esforço. A teoria sugere a existência de uma relação causal entre inteligência e conscienciosidade, de modo que o desenvolvimento do traço de personalidade conscienciosidade é influenciado pela inteligência. Essa suposição é considerada plausível, pois é improvável que a relação causal inversa possa ocorrer; o que implica que a correlação negativa seria maior entre a inteligência fluida (Gf) e a conscienciosidade. A justificativa é a linha do tempo do desenvolvimento da Gf, Gc e personalidade, já que a inteligência cristalizada não teria se desenvolvido completamente quando os traços de personalidade se desenvolveram. Posteriormente, durante a idade escolar, espera-se que as crianças mais conscienciosas adquiram mais inteligência cristalizada (conhecimento) por meio da educação, já que seriam mais eficientes, meticulosas, trabalhadoras e obedientes.
Essa teoria foi recentemente contrariada por evidências que identificam a seleção compensatória de amostras. Assim, atribuindo as descobertas anteriores ao viés na seleção de amostras com indivíduos acima de um determinado limite de realização.

### A Teoria da Autoeficácia e da Cognição de Bandura
A visão da capacidade cognitiva evoluiu ao longo dos anos, e ela não é mais vista como uma propriedade fixa de um indivíduo. Em vez disso, a perspectiva atual a descreve como uma capacidade geral, que inclui não apenas aspectos cognitivos, mas também motivacionais, sociais e comportamentais. Essas facetas trabalham juntas para realizar várias tarefas. Uma habilidade essencial muitas vezes negligenciada é a de gerenciar emoções e experiências aversivas que podem comprometer a qualidade do pensamento e da atividade de uma pessoa. A ligação entre inteligência e sucesso foi superada com o crédito das diferenças individuais na autoeficácia. A Teoria de Bandura identifica a diferença entre possuir habilidades e ser capaz de aplicá-las em situações desafiadoras. Assim, a teoria sugere que indivíduos com o mesmo nível de conhecimento e habilidade podem ter um desempenho ruim, médio ou excelente com base nas diferenças de autoeficácia.
Uma das principais funções da cognição é permitir a previsão de eventos e, por sua vez, elaborar métodos para lidar com esses eventos de forma eficaz. Essas habilidades dependem do processamento de estímulos que não são claros e são ambíguos. Para aprender os conceitos relevantes, os indivíduos devem ser capazes de contar com a reserva de conhecimento para identificar, desenvolver e executar opções. Eles devem ser capazes de aplicar o aprendizado adquirido em experiências anteriores. Portanto, um senso estável de autoeficácia é essencial para manter o foco nas tarefas diante de situações desafiadoras.
Em resumo, a Teoria de Bandura sobre autoeficácia e inteligência sugere que os indivíduos com um senso relativamente baixo de autoeficácia em qualquer campo evitarão desafios. Esse efeito é intensificado quando eles percebem as situações como ameaças pessoais. Quando ocorre um fracasso, eles se recuperam mais lentamente do que os outros e atribuem o fato a uma aptidão insuficiente. Por outro lado, as pessoas com altos níveis de autoeficácia têm um objetivo de diagnóstico de tarefas que leva a um desempenho eficaz.

### Teoria PPIK

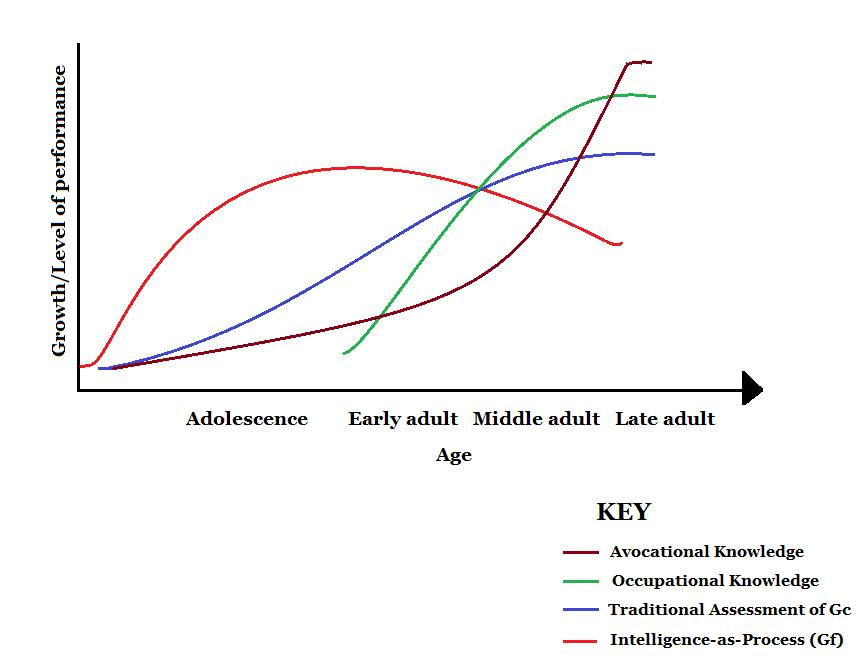
Curvas de crescimento previstas para inteligência como processo, inteligência cristalizada, conhecimento ocupacional e conhecimento avocacional com base na teoria PPIK de Ackerman.

Desenvolvida por Ackerman, a Teoria PPIK (processo, personalidade, inteligência e conhecimento - process, personality, intelligence and knowledge) desenvolve ainda mais a abordagem sobre inteligência proposta por Cattell, a Teoria do Investimento de Hebb, sugerindo uma distinção entre inteligência como conhecimento e inteligência como processo (dois conceitos comparáveis e relacionados a Gc e Gf, respectivamente, mas mais amplos e próximos das noções de "Inteligência A" e "Inteligência B" de Hebb) e integrando esses fatores a elementos como personalidade, motivação e interesses.
Ackerman descreve a dificuldade de distinguir o processo do conhecimento, já que o conteúdo não pode ser eliminado de nenhum teste de habilidade. Os traços de personalidade não se mostraram significativamente correlacionados com o aspecto da inteligência como processo, exceto no contexto da psicopatologia. Uma exceção a essa generalização foi a descoberta de diferenças entre os sexos em habilidades cognitivas, especificamente em habilidades matemáticas e espaciais. Por outro lado, o fator inteligência como conhecimento foi associado a traços de personalidade de Abertura e Engajamento Intelectual Típico, que também se correlacionam fortemente com habilidades verbais (associadas à inteligência cristalizada).

### Inibição latente
Parece que a inibição latente, o fenômeno dos estímulos familiares que têm um tempo de reação mais demorado do que os estímulos desconhecidos, tem uma correlação positiva com a criatividade.

## Aprimoramento

### Engenharia genética
Como a inteligência parece depender, pelo menos em parte, da estrutura cerebral e dos genes que moldam o desenvolvimento do cérebro, foi proposto que a engenharia genética poderia ser usada para aprimorar a inteligência, um processo às vezes chamado de elevação biológica na ficção científica. Experimentos com camundongos demonstraram capacidade superior de aprendizado e memória em várias tarefas comportamentais.

### Cuidado infantil

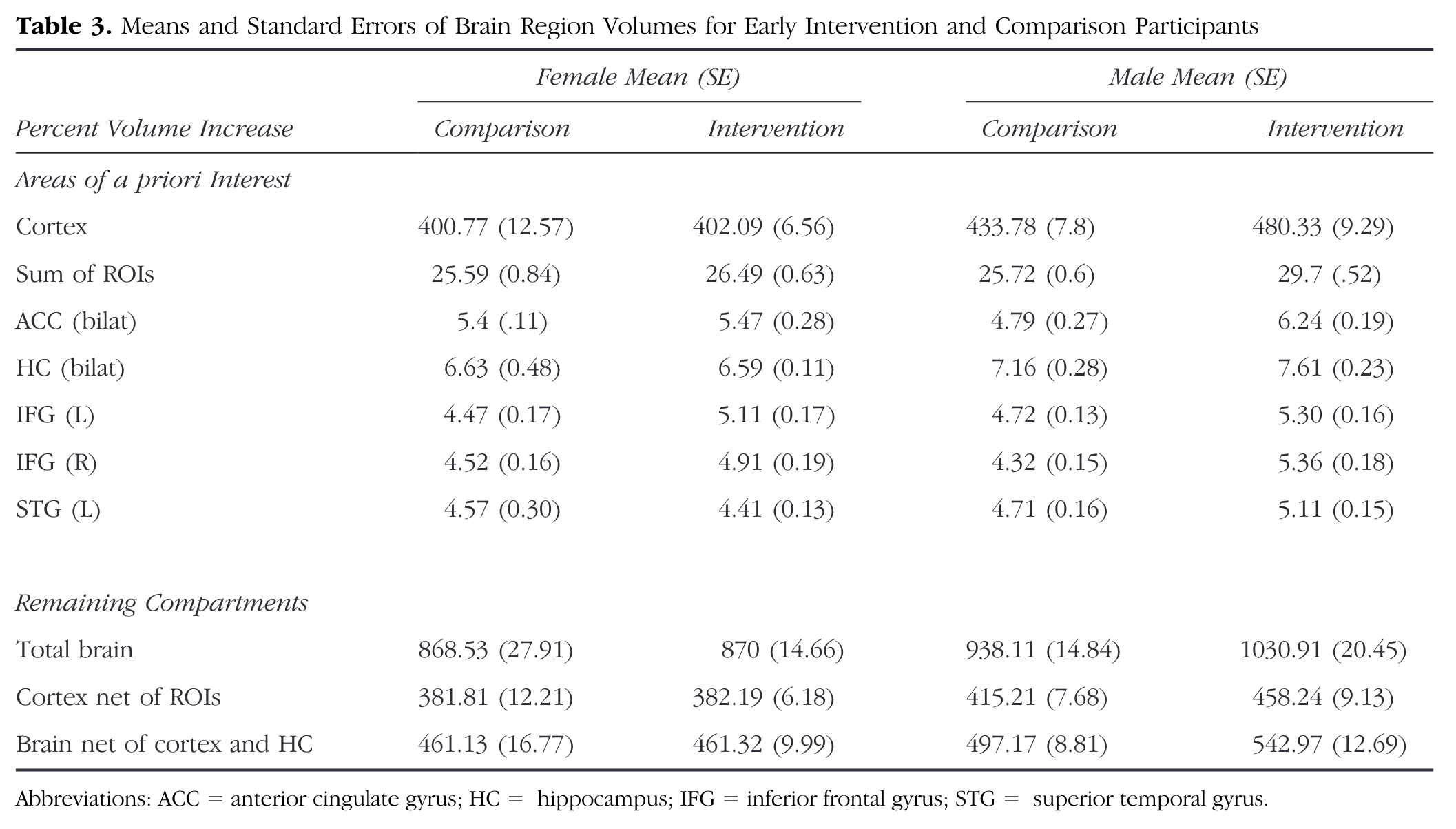
Diferenças no volume do cérebro adulto devido ao programa.

Um estudo de 2021 mostrou que o Projeto de Intervenção Precoce Abecedário (Abecedarian Early Intervention Project) resultou em mudanças significativas na estrutura do cérebro na meia-idade em homens. Os exames de ressonância magnética mostraram que várias regiões cerebrais e volumes cerebrais totais eram substancialmente maiores nos participantes do programa de cuidados infantis do que no grupo de controle.

### Educação
O QI leva a um maior sucesso na educação, mas a educação, independentemente, aumenta os escores de QI. Uma meta-análise de 2017 sugere que a educação aumenta o QI em 1 a 5 pontos por ano de educação ou, pelo menos, aumenta a capacidade de fazer testes de QI.

### Nutrição e substâncias químicas
As substâncias que, de fato ou supostamente, melhoram a inteligência ou outras funções mentais são chamadas de nootrópicos. Uma meta-análise mostra que os ácidos graxos ômega 3 melhoram o desempenho cognitivo entre aqueles com déficits cognitivos, mas não entre indivíduos saudáveis. Uma meta-regressão mostra que os ácidos graxos ômega 3 melhoram o humor de pacientes com depressão maior (a depressão maior está associada a déficits cognitivos de nutrientes).

### Atividades e desenvolvimento neural de adultos
- O exercício melhora a cognição em indivíduos saudáveis e não saudáveis.[70]
- O que (por exemplo, "trabalho intelectualmente exigente")[71] e como se trabalha.[72]
- Qualidade do sono.[73]

### Ferramentas digitais

#### Mídia digital
Há pesquisas e desenvolvimentos sobre os impactos cognitivos dos smartphones e da tecnologia digital. Um grupo relatou que, ao contrário da crença generalizada, as evidências científicas não mostram que essas tecnologias prejudicam as habilidades cognitivas biológicas e que, em vez disso, elas apenas mudam as formas predominantes de cognição, como a redução da necessidade de lembrar fatos ou realizar cálculos matemáticos com papel e caneta fora das escolas contemporâneas. No entanto, algumas atividades, como a leitura de romances, que exigem longos períodos de atenção concentrada e não apresentam estímulo contínuo e gratificante, podem se tornar mais desafiadoras em geral. O impacto do uso extensivo de mídia on-line no desenvolvimento cognitivo dos jovens está sendo investigado e os impactos podem variar substancialmente de acordo com a forma e as tecnologias que estão sendo usadas, como quais e como as plataformas de mídia digital estão sendo usadas, e como elas são projetadas. Os impactos podem variar em um grau que esses estudos ainda não levaram em conta e podem ser moduláveis pelo design, escolha e uso de tecnologias e plataformas, inclusive pelos próprios usuários.

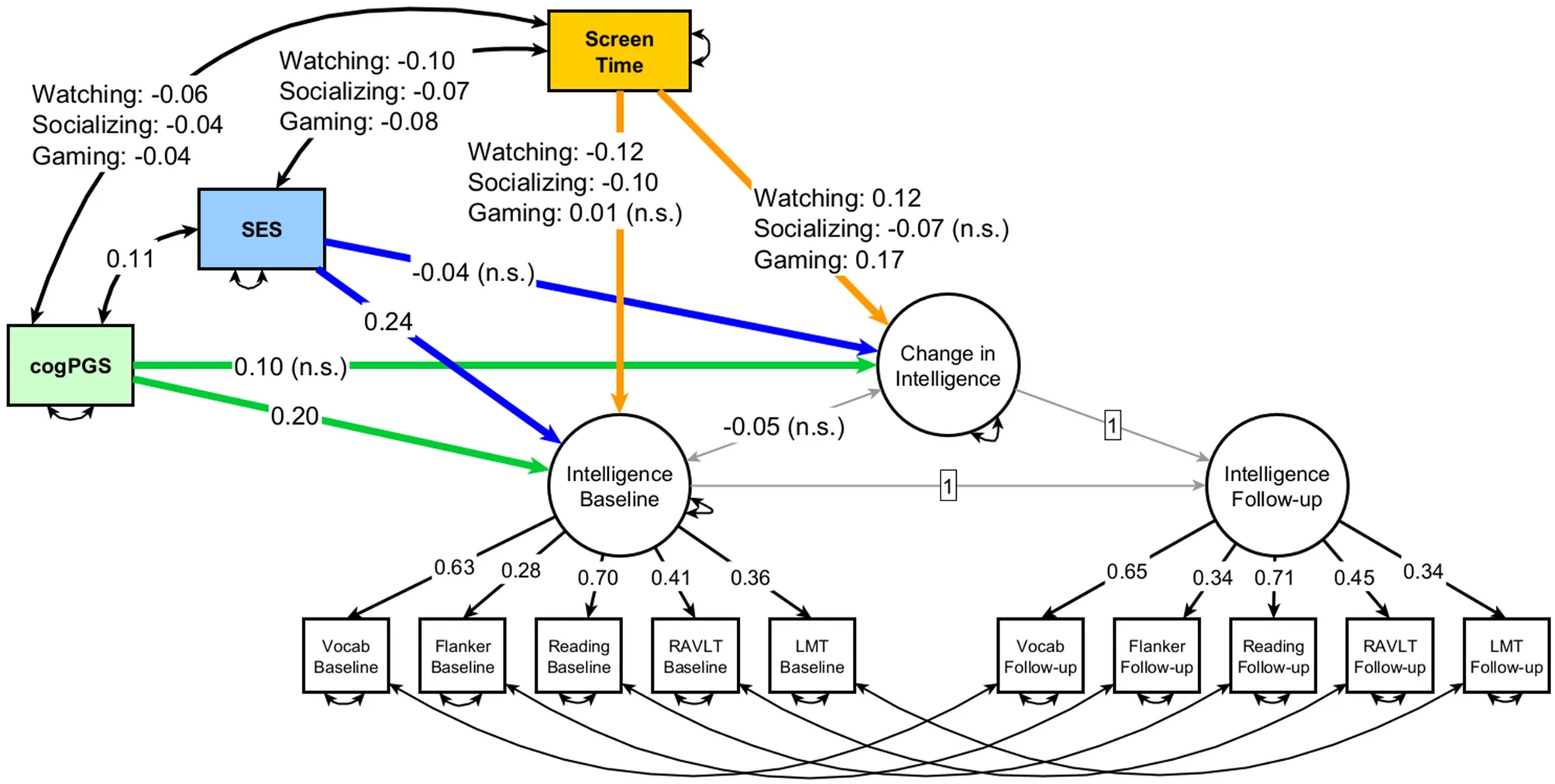
Resultados medidos do estudo.

Um estudo sugere que, em crianças de 8 a 12 anos de idade, durante dois anos, o tempo de jogo digital ou de exibição de vídeos digitais pode estar positivamente correlacionado com medidas de inteligência, embora as correlações com o tempo total de tela (incluindo mídia social, socialização e TV) não tenham sido investigadas e o "tempo de jogo" não diferencie as categorias de videogames (por exemplo, compartilhamentos de plataforma e gênero de jogos), e os vídeos digitais não diferenciam as categorias de vídeos.

### Treinamento cerebral
As tentativas de aumentar o QI com o treinamento do cérebro levaram a aumentos nos aspectos relacionados às tarefas de treinamento - por exemplo, memória de trabalho - mas ainda não está claro se esses aumentos se generalizam para o aumento da inteligência em si.
Um trabalho de pesquisa de 2008 afirmou que a prática de uma tarefa n-back duplo pode aumentar a inteligência fluida (Gf), conforme medido em vários testes padrão diferentes. Essa descoberta recebeu alguma atenção da mídia popular, incluindo um artigo na Wired. No entanto, uma crítica posterior à metodologia do artigo questionou a validade do experimento e levantou problemas com a falta de uniformidade nos testes usados para avaliar os grupos de controle e de teste, Foram permitidos 10 minutos para concluir um teste normalmente de 45 minutos.

### Filosofia
No aspecto filosófico, os esforços conscientes para influenciar a inteligência levantam questões éticas. A neuroética considera as implicações éticas, legais e sociais da neurociência e lida com questões como a diferença entre o tratamento de uma doença neurológica humana e o aprimoramento do cérebro humano, e como a riqueza afeta o acesso à neurotecnologia. As questões neuroéticas interagem com a ética da engenharia genética humana.
Os teóricos transhumanistas estudam as possibilidades e as consequências do desenvolvimento e do uso de técnicas para aprimorar as habilidades e aptidões humanas.
A eugenia é uma filosofia social que defende o aprimoramento das características hereditárias humanas por meio de várias formas de intervenção. A eugenia foi considerada meritória ou deplorável em diferentes períodos da história, caindo em grande descrédito após a derrota da Alemanha nazista na Segunda Guerra Mundial.

## Medição

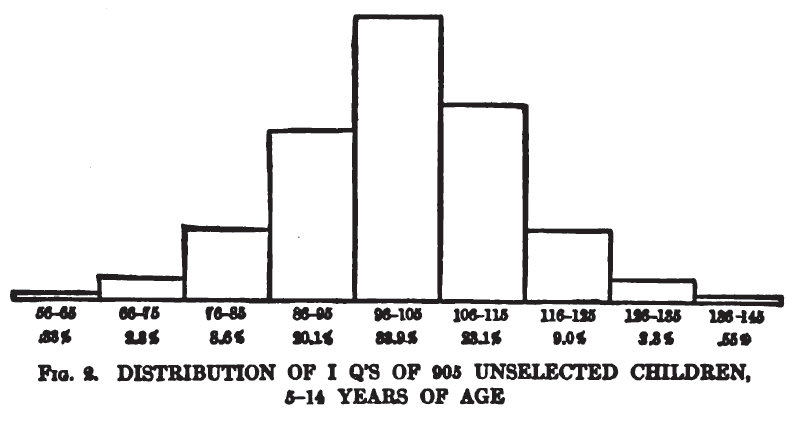
Gráfico de distribuição de pontuação para uma amostra de 905 crianças testadas no Teste Stanford-Binet de 1916

A abordagem para compreender a inteligência com o maior número de apoiadores e pesquisas publicadas durante o maior período de tempo baseia-se em testes psicométricos. Os testes de quociente de inteligência (QI) incluem o Stanford-Binet, as Matrizes Progressivas de Raven, a Escala de Inteligência Wechsler para Adultos e a Bateria de Avaliação Kaufman para Crianças. Há também testes psicométricos que não se destinam a medir a inteligência em si, mas alguma construção intimamente relacionada, como a aptidão escolar. Nos Estados Unidos, os exemplos incluem o SSAT, o SAT, o ACT, o GRE, o MCAT, o LSAT e o GMAT. Independentemente do método usado, quase todos os testes que exigem que os examinandos raciocinem e têm uma ampla gama de dificuldade de perguntas produzirão escores de inteligência que são aproximadamente distribuídos normalmente na população em geral.
Os testes de inteligência são amplamente utilizados em ambientes educacionais, comerciais e militares devido à sua eficácia na previsão de comportamento. O QI e o g (discutidos na próxima seção) estão correlacionados com muitos resultados sociais importantes - indivíduos com QI baixo têm maior probabilidade de se divorciar, ter um filho fora do casamento, ser encarcerados e precisar de apoio social de longo prazo, enquanto indivíduos com QI alto estão associados a mais anos de educação, empregos de maior status e renda mais alta. Descobriu-se que a inteligência, medida por testes psicométricos, está altamente correlacionada com resultados de treinamento e desempenho bem-sucedidos (por exemplo, desempenho adaptativo), e o QI/g é o melhor indicador de desempenho profissional bem-sucedido; no entanto, alguns pesquisadores, embora concordem amplamente com essa descoberta, aconselharam cautela ao citar a força da alegação devido a vários fatores, entre eles: suposições estatísticas impostas subjacentes a alguns desses estudos, estudos feitos antes de 1970 que parecem inconsistentes com estudos mais recentes e debates contínuos na literatura de psicologia quanto à validade das ferramentas atuais de medição de QI.

### Fator geral de inteligência oug
Há muitos tipos diferentes de testes de QI que utilizam uma grande variedade de tarefas de teste. Alguns testes consistem em um único tipo de tarefa, outros se baseiam em uma ampla coleção de tarefas com diferentes conteúdos (visual-espacial, verbal, numérico) e solicitam diferentes processos cognitivos (por exemplo, raciocínio, memória, decisões rápidas, comparações visuais, imagens espaciais, leitura e recuperação de conhecimento geral). O psicólogo Charles Spearman, no início do século XX, realizou a primeira análise fatorial formal das correlações entre várias tarefas de teste. Ele descobriu uma tendência de todos esses testes se correlacionarem positivamente uns com os outros, o que é chamado de coletor positivo. Spearman descobriu que um único fator comum explicava as correlações positivas entre os testes. Spearman o chamou de g para "fator de inteligência geral". Ele o interpretou como o núcleo da inteligência humana que, em um grau maior ou menor, influencia o sucesso em todas as tarefas cognitivas e, assim, cria a variedade positiva. Essa interpretação de g como uma causa comum do desempenho em testes ainda é dominante na psicometria, embora uma interpretação alternativa tenha sido recentemente apresentada por van der Maas e colegas. Seu modelo de mutualismo pressupõe que a inteligência depende de vários mecanismos independentes, nenhum dos quais influencia o desempenho em todos os testes cognitivos. Esses mecanismos se apóiam mutuamente, de modo que a operação eficiente de um deles torna mais provável a operação eficiente dos outros, criando, assim, o múltiplo positivo).
Os testes de QI podem ser classificados de acordo com o grau de carga do fator g. Os testes com altas cargas g são aqueles que apresentam alta correlação com a maioria dos outros testes. Um estudo abrangente que investigou as correlações entre uma grande coleção de testes e tarefas descobriu que as Matrizes Progressivas de Raven têm uma correlação particularmente alta com a maioria dos outros testes e tarefas. As Matrizes Progressivas de Raven é um teste de raciocínio indutivo com material visual abstrato. Ele consiste em uma série de problemas, classificados aproximadamente por dificuldade crescente. Cada problema apresenta uma matriz 3 x 3 de desenhos abstratos com uma célula vazia; a matriz é construída de acordo com uma regra, e a pessoa deve descobrir a regra para determinar qual das 8 alternativas se encaixa na célula vazia. Devido à sua alta correlação com outros testes, as Matrizes Progressivas de Raven são geralmente reconhecidas como um bom indicador de inteligência geral. No entanto, isso é problemático, pois há diferenças substanciais entre os gêneros nas Matrizes Progressivas de Raven, que não são encontradas quando g é medido diretamente pelo cálculo do fator geral a partir de uma ampla coleção de testes.

### Fator geral de inteligência coletiva ouc
Uma compreensão científica recente da inteligência coletiva, definida como a capacidade geral de um grupo de realizar uma ampla gama de tarefas, expande as áreas de pesquisa de inteligência humana, aplicando métodos e conceitos semelhantes aos grupos. A definição, a operacionalização e os métodos são semelhantes à abordagem psicométrica da inteligência individual geral, em que o desempenho de um indivíduo em um determinado conjunto de tarefas cognitivas é usado para medir a inteligência indicada pelo fator de inteligência geral g extraído por meio da análise fatorial. Na mesma linha, a pesquisa sobre inteligência coletiva tem como objetivo descobrir um "fator c" que explique as diferenças de desempenho entre os grupos, bem como as causas estruturais e de composição do grupo.

### Teorias psicométricas históricas
Várias teorias diferentes de inteligência têm sido historicamente importantes para a psicometria. Muitas vezes, elas enfatizaram mais fatores do que um único, como no fator g.

### Teoria de Cattell-Horn-Carroll
Muitos dos testes de QI recentes e abrangentes foram muito influenciados pela Teoria de Cattell-Horn-Carroll. Ela reflete muito do que se sabe sobre inteligência a partir de pesquisas. É usada uma hierarquia de fatores para a inteligência humana. Fator g está no topo. Abaixo dela, há 10 habilidades amplas que, por sua vez, são subdivididas em 70 habilidades restritas. As habilidades amplas são:
- Inteligência fluida (Gf): inclui a ampla capacidade de raciocinar, formar conceitos e resolver problemas usando informações desconhecidas ou procedimentos novos.
- Inteligência cristalizada (Gc): inclui a amplitude e a profundidade do conhecimento adquirido por uma pessoa, a capacidade de comunicar seu conhecimento e a capacidade de raciocinar usando experiências ou procedimentos aprendidos anteriormente.
- Raciocínio quantitativo (Gq): a capacidade de compreender conceitos e relações quantitativas e de manipular símbolos numéricos.
- Capacidade de leitura e escrita (Grw): inclui habilidades básicas de leitura e escrita.
- Memória de curto prazo (Gsm): é a capacidade de apreender e manter informações em consciência imediata e usá-las em poucos segundos.

- Armazenamento e recuperação de longo prazo (Glr): é a capacidade de armazenar informações e recuperá-las com fluência posteriormente no processo de pensamento.

- Processamento visual (Gv): é a capacidade de perceber, analisar, sintetizar e pensar com padrões visuais, incluindo a capacidade de armazenar e recuperar representações visuais.
- Processamento auditivo (Ga): é a capacidade de analisar, sintetizar e discriminar estímulos auditivos, inclusive a capacidade de processar e discriminar sons da fala que podem ser apresentados em condições distorcidas.
- Velocidade de processamento (Gs): é a capacidade de realizar tarefas cognitivas automáticas, principalmente quando medida sob pressão para manter a atenção concentrada.
- Tempo/velocidade de decisão/reação (Gt): reflete o imediatismo com que um indivíduo pode reagir a estímulos ou a uma tarefa (geralmente medido em segundos ou frações de segundos; não deve ser confundido com Gs, que geralmente é medido em intervalos de 2 a 3 minutos). Veja cronometria mental.

Os testes modernos não medem necessariamente todas essas habilidades amplas. Por exemplo, Gq e Grw podem ser vistos como medidas de desempenho escolar e não de QI. Gt pode ser difícil de medir sem equipamentos especiais.
O Gt pode ser difícil de medir sem equipamentos especiais. Anteriormente, o G era frequentemente subdividido apenas em Gf e Gc, que se pensava corresponderem aos subtestes não verbais ou de desempenho e aos subtestes verbais nas versões anteriores do popular Teste de QI Wechsler. Pesquisas mais recentes mostraram que a situação é mais complexa.

### Controvérsias
Embora não seja necessariamente uma disputa sobre a abordagem psicométrica em si, há várias controvérsias sobre os resultados da pesquisa psicométrica.
Uma crítica tem sido contra as primeiras pesquisas, como a craniometria. Uma resposta tem sido que tirar conclusões das primeiras pesquisas de inteligência é como condenar a indústria automobilística criticando o desempenho do Modelo T.
Vários críticos, como Stephen Jay Gould, criticaram o QI, vendo-o como um artefato estatístico e que os testes de QI medem várias habilidades não relacionadas. No relatório da Associação Americana de Psicologia "Intelligence: Knowns and Unknowns" foi declarado que os testes de QI estão de fato correlacionados e que a opinião de que g é um artefato estatístico é minoritária.

### Insuficiência de medição via QI
Confiabilidade e validade são conceitos muito diferentes. Enquanto a confiabilidade reflete a reprodutibilidade, a validade se refere ao fato de o teste medir o que pretende medir. Embora os testes de QI sejam geralmente considerados como medidores de algumas formas de inteligência, eles podem não servir como uma medida precisa de definições mais amplas de inteligência humana, incluindo, por exemplo, criatividade e inteligência social. Por esse motivo, o psicólogo Wayne Weiten argumenta que sua validade de construção deve ser cuidadosamente qualificada e não deve ser exagerada. De acordo com Weiten, "os testes de QI são medidas válidas do tipo de inteligência necessária para se sair bem no trabalho acadêmico. Mas se o objetivo for avaliar a inteligência em um sentido mais amplo, a validade dos testes de QI é questionável."
Alguns cientistas contestaram o valor do QI como medida de inteligência. Em "The Mismeasure of Man" (1981, edição ampliada em 1996), o biólogo evolucionista Stephen Jay Gould comparou os testes de QI com a prática, agora desacreditada, de determinar a inteligência por meio da craniometria, argumentando que ambos se baseiam na falácia da reificação, "nossa tendência de converter conceitos abstratos em entidades". O argumento de Gould provocou um grande debate, e o livro está listado como um dos "25 maiores livros de ciência de todos os tempos" da revista Discover.
Nessa mesma linha, críticos como Keith Stanovich não contestam a capacidade das pontuações dos testes de QI de prever alguns tipos de conquistas, mas argumentam que basear um conceito de inteligência apenas nas pontuações dos testes de QI negligencia outros aspectos importantes da capacidade mental. Robert Sternberg, outro crítico importante do QI como principal medida das habilidades cognitivas humanas, argumentou que reduzir o conceito de inteligência à medida do QI não leva em conta totalmente as diferentes habilidades e tipos de conhecimento que produzem sucesso na sociedade humana.
Apesar dessas objeções, os psicólogos clínicos em geral consideram que os escores de QI têm validade estatística suficiente para muitos fins clínicos.
Um estudo sugeriu que a inteligência é composta de sistemas cognitivos distintos, cada um com sua própria capacidade e sendo (até certo ponto) independente de outros componentes, com o perfil cognitivo sendo emergente de sistemas cognitivos anatomicamente distintos (como regiões cerebrais ou redes neurais). Por exemplo, o QI e os traços/habilidades relacionados à leitura/linguagem parecem ser influenciados "pelo menos parcialmente por fatores genéticos distintos".
Vários tipos de medidas potenciais relacionadas a algumas definições de inteligência, mas que não fazem parte da medição de QI, incluem
- Flexibilidade cognitiva - capacidade de alternar entre diferentes conceitos ou de adaptar o comportamento em ambientes novos ou em mudança.[121]
- Inteligência moral.[122][123]
- Priorização e seleção de objetivos.
- Medidas diretas da atividade cerebral[122] e outros testes de inteligência de neuroimagem - parcialmente investigados na neurociência da inteligência.

## Inteligência não-humana
A inteligência humana pode ser diferenciada de outros tipos potenciais de inteligências, que podem incluir as de (algumas podem pertencer a múltiplas ou ser impossíveis):
- Extraterrestres.[124]
- Animais não humanos (como os bonobos e os chimpanzés).
- Inteligências artificiais (incluindo novos tipos de máquinas de aprendizado, como computadores wetware semissintéticos ou transferência de mentes).
- Quiméricos (ou híbridos) criados com o uso de biotecnologias (incluindo chipanzomem, camundongos humanizados ou ratos com células cerebrais/organoides humanos[125][126][127]).
- Pós-humanos futuros (por exemplo, ciborgues, incluindo ciborgues com aumentos biológicos).
- Humanos arcaicos (incluindo os neandertais - veja também: fatores genéticos da evolução recente do cérebro).

Essas inteligências, se existirem e forem consideradas "inteligentes", podem ser muito diferentes das inteligências humanas. A pesquisa pode, por exemplo, investigar diferenças entre diferentes tipos, perfis ou aspectos de inteligências, como entre humanos modernos e humanos arcaicos.

## Inteligência entre culturas
Os psicólogos demonstraram que a definição de inteligência humana é exclusiva da cultura que se está estudando. Robert Sternberg está entre os pesquisadores que discutiram como a cultura de uma pessoa afeta sua interpretação da inteligência e acredita que definir a inteligência de uma única maneira, sem considerar os diferentes significados em contextos culturais, pode lançar uma visão investigativa e não intencionalmente egocêntrica sobre o mundo. Para negar isso, os psicólogos oferecem as seguintes definições de inteligência:
- A "inteligência bem-sucedida" são as habilidades e o conhecimento necessários para o sucesso na vida, de acordo com a própria definição de sucesso, dentro do contexto sociocultural de cada um.
- A "inteligência analítica" é o resultado dos componentes da inteligência aplicados a tipos de problemas bastante abstratos, mas familiares.
- A "inteligência criativa" é o resultado dos componentes da inteligência aplicados a tarefas e situações relativamente novas.
- A inteligência prática é o resultado dos componentes da inteligência aplicados à experiência para fins de adaptação, modelagem e seleção.[129]

Embora normalmente seja identificada por sua definição ocidental, vários estudos apóiam a ideia de que a inteligência humana tem significados diferentes em várias culturas do mundo. Em muitas culturas orientais, a inteligência está relacionada principalmente às funções e responsabilidades sociais de uma pessoa. Uma concepção chinesa de inteligência a definiria como a capacidade de ter empatia e compreender os outros, embora essa não seja, de forma alguma, a única maneira pela qual a inteligência é definida na China. Em várias comunidades africanas, a inteligência é mostrada de forma semelhante por meio de uma lente social. Entretanto, em vez de ser demonstrada por meio de papéis sociais, como em muitas culturas orientais, ela é exemplificada por meio de responsabilidades sociais. Por exemplo, no idioma chewa, que é falado por cerca de dez milhões de pessoas na África Central, o termo equivalente a inteligência implica não apenas a esperteza, mas também a capacidade de assumir responsabilidades. Além disso, na cultura americana também há uma variedade de interpretações de inteligência. Um dos pontos de vista mais comuns sobre inteligência nas sociedades americanas a define como uma combinação de habilidades de resolução de problemas, habilidades de raciocínio dedutivo e quociente de inteligência (QI), enquanto outras sociedades americanas apontam que as pessoas inteligentes devem ter uma consciência social, aceitar os outros como eles são e ser capazes de dar conselhos ou sabedoria.

## Inteligência motivacional
A inteligência motivacional refere-se à capacidade de um indivíduo de compreender e utilizar várias motivações, como a necessidade de realização, afiliação ou poder. Ela envolve a compreensão do conhecimento tácito relacionado a essas motivações. Esse conceito engloba a capacidade de reconhecer e apreciar os diversos valores, comportamentos e diferenças culturais dos outros, motivados pelo interesse intrínseco e não apenas para aumentar a eficácia da interação.
Pesquisas sugerem uma relação entre inteligência motivacional, experiências internacionais e liderança. Indivíduos com níveis mais altos de inteligência motivacional tendem a demonstrar maior entusiasmo para aprender sobre outras culturas, contribuindo assim para sua eficácia em ambientes interculturais. Entretanto, estudos também revelaram variações na inteligência motivacional entre etnias, com estudantes asiáticos demonstrando maior inteligência cultural cognitiva, mas menor inteligência motivacional em comparação com outros grupos.
As investigações exploraram o impacto da inteligência motivacional sobre a motivação no trabalho. Um estudo realizado com funcionários da Isfahan Gas Company indicou uma relação positiva e significativa entre a inteligência motivacional e dois de seus indicadores, a saber, adaptabilidade e relacionamento social, com a motivação no trabalho. Essas descobertas destacam a possível influência da inteligência motivacional sobre os níveis de motivação dos indivíduos nos contextos de trabalho.
A inteligência motivacional foi identificada como um forte indicador, superando a inteligência do conhecimento, a inteligência comportamental e a inteligência estratégica. Ela desempenha um papel crucial na promoção da cooperação, que é considerada o elemento ideal e essencial da inteligência motivacional. As abordagens terapêuticas baseadas na inteligência motivacional enfatizam uma parceria colaborativa entre o terapeuta e o cliente. O terapeuta cria um ambiente propício à mudança sem impor seus pontos de vista ou tentar forçar a conscientização ou a aceitação da realidade pelo cliente.
A inteligência motivacional abrange a compreensão das motivações, como realização, afiliação e poder, bem como a apreciação das diferenças e valores culturais. Descobriu-se que ela afeta áreas como experiências internacionais, liderança, motivação para o trabalho e intervenções terapêuticas cooperativas.